# Trismegistia maliauensis
Trismegistia maliauensis là một loài rêu trong họ Sematophyllaceae. Loài này được H. Akiy. & Suleiman mô tả khoa học đầu tiên năm 2003.